# 甘特科費爾山

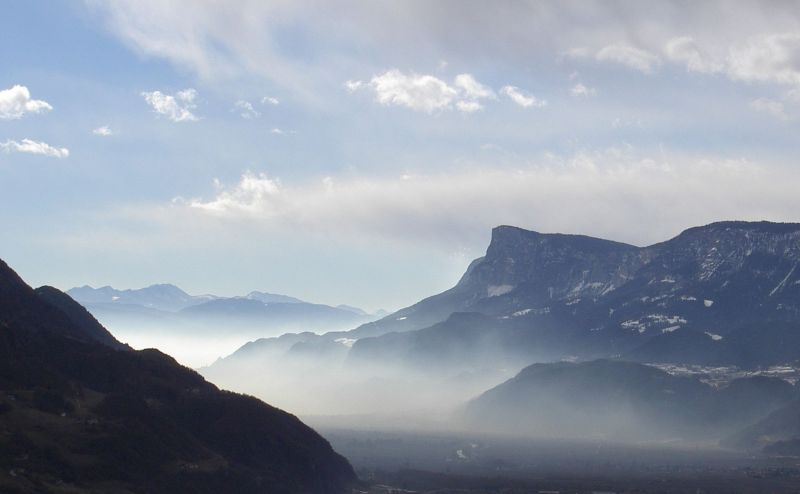

46°29′42″N 11°12′33″E / 46.494965°N 11.20923°E
甘特科費爾山（義大利語：Monte Macaion），是意大利的山峰，位於該國東北部，由博爾扎諾-南蒂羅爾自治省負責管轄，屬於農斯伯山脈的一部分，海拔高度1,866米，每年平均降雨量1,429毫米。